# Annemie Vanackere
Annemie Vanackere (geboren 1966 in Kortrijk) ist eine belgische Festivalkuratorin und Theaterleiterin. Seit 2012 leitet sie als Intendantin und Geschäftsführerin das Theater Hebbel am Ufer in Berlin.

## Leben

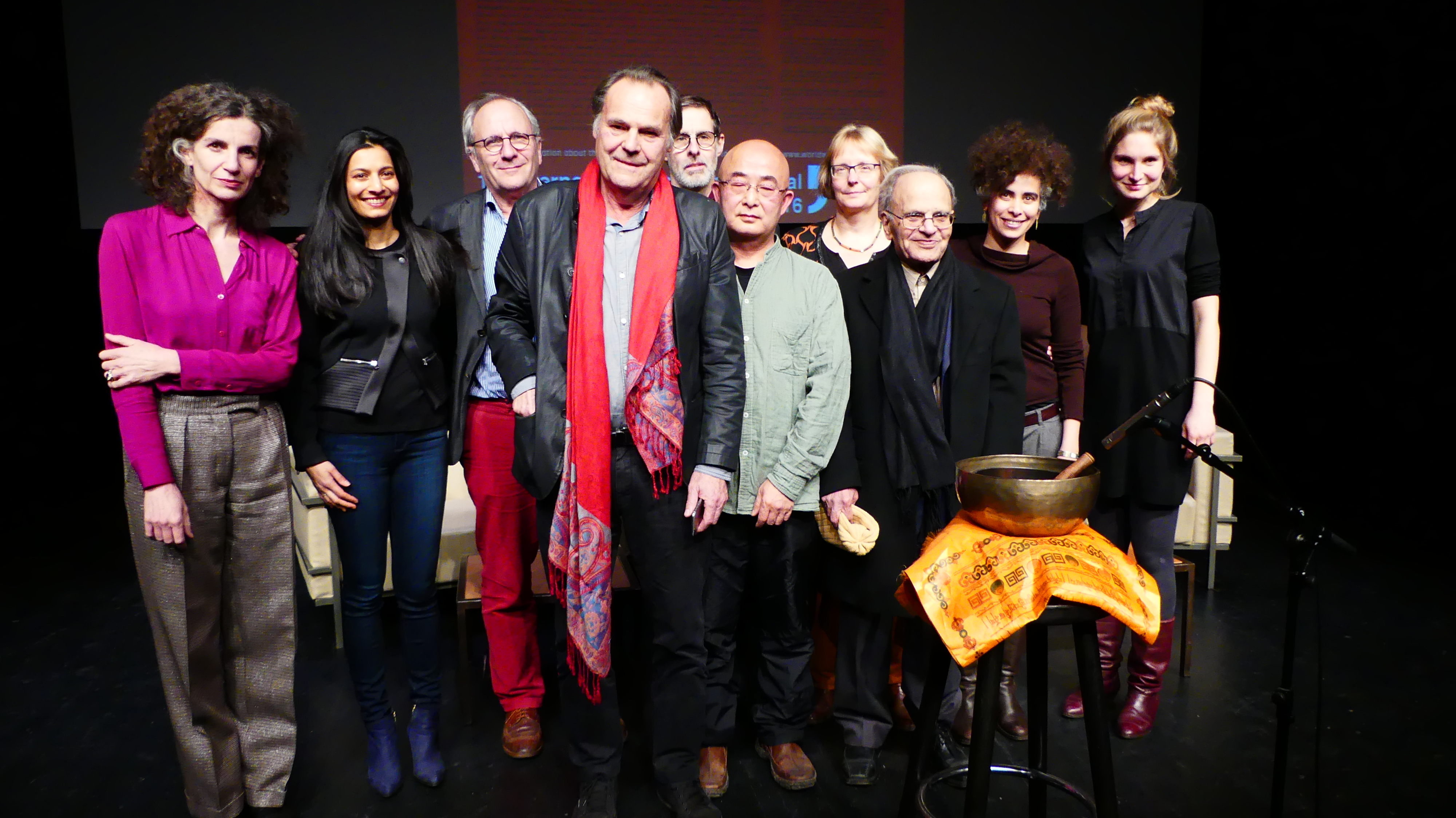
Weltweite Lesung für Ashraf Fayadh (2016) im Hebbel am Ufer (Annemie Vanackere links außen)

Annemie Vanackere studierte ein Jahr lang Theater- und Filmwissenschaft in Leuven sowie Philosophie in Leuven und Paris, wo sie an der Sorbonne auch Seminare von Jacques Derrida besuchte. Sie war als Produktionsleiterin tätig, bevor sie 1993 die künstlerische Leitung des Nieuwpoorttheaters in Gent übernahm. Von 1995 bis 2011 war sie an der Rotterdamse Schouwburg beschäftigt, seit 2001 als künstlerische Co-Leiterin sowie als Leiterin des an die Schouwburg angegliederten Productiehuis Rotterdam. Bis 2011 war Vanackere künstlerische Leiterin des internationalen Theater-, Tanz- und Performancefestivals in Rotterdam, De Internationale Keuze van de Rotterdamse Schouwburg, welches sie im Jahr 2001 mitbegründet hatte. 
Im Februar 2012 zog Vanackere nach Berlin und übernahm dort im September als Intendantin und Geschäftsführerin die Leitung des Theaters Hebbel am Ufer (HAU). Ihr Vertrag wurde im Verlauf der Intendanz dreimal verlängert und ist derzeit bis 2028 befristet. Im Jahre 2020 gehörte Vanackere zu den Initiatorinnen der Initiative GG 5.3 Weltoffenheit.
Annemie Vanackere ist Mitglied im Beirat der Einstein Stiftung Berlin und im Hochschulrat der Universität der Künste Berlin.

## Publikationen
Als Herausgeberin
- mit Sarah Reimann: Utopie und Feminismus, Reihe HKW – 100 Jahre Gegenwart Band 008. Matthes & Seitz, Berlin 2018, ISBN 978-3-95757-414-5.

## Film
Als Co-Produzentin
- 2019 The Great Pretender, Regie: Zachary Oberzan (USA)